# Waldemar Schreckenberger

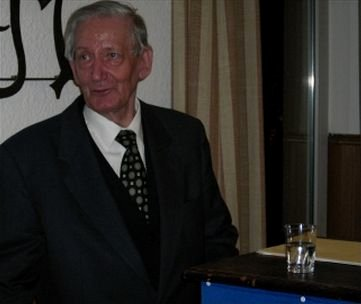
Waldemar Schreckenberger, 2007

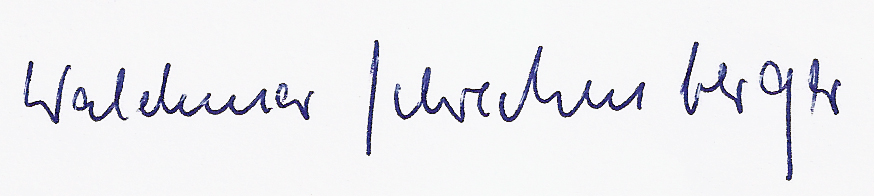
Waldemar Schreckenberger. Signatur 1994

Waldemar Schreckenberger (* 12. November 1929 in Ludwigshafen; † 4. August 2017 in Heidelberg) war ein deutscher Jurist, Hochschullehrer und Politiker (CDU). Von 1982 bis 1984 war er Staatssekretär beim Bundeskanzler und Chef des Bundeskanzleramtes.

## Leben und Beruf
Nach dem Abitur studierte Schreckenberger Rechtswissenschaft, Geschichte und Philosophie an den Universitäten in Mainz und Heidelberg. Er bestand beide Staatsexamina, promovierte 1959 mit der Arbeit Legalität und Moralität zum Doctor iuris utriusque in Heidelberg und trat ein Jahr später in den öffentlichen Dienst ein. 1976 folgte seine Habilitation mit der Arbeit Rhetorische Semiotik an der Universität Mainz.
Im Jahr 1978 wurde er als ordentlicher Professor auf den neu errichteten Lehrstuhl für Rechtsphilosophie, Rechtspolitik und Gesetzgebungslehre an die Deutsche Hochschule für Verwaltungswissenschaften Speyer berufen. Seine Forschungsschwerpunkte waren die rechtsphilosophische Grundlagenforschung, insbesondere rhetorische Semiotik sowie Gesetzgebungspolitik und -lehre. 1998 wurde er emeritiert. Ab 2001 war er als selbständiger Rechtsanwalt in Heidelberg tätig.
Neben seiner Hochschultätigkeit war Schreckenberger von 1974 bis 1994 Vizepräsident der Deutschen Sektion der Internationalen Vereinigung für Rechts- und Sozialphilosophie. Außerdem war er von 1978 bis 1982 Vorsitzender der Kommission zur Ermittlung des Finanzbedarfs der Rundfunkanstalten.

## Politik
Schreckenberger trat 1966 in die CDU ein. Unter Ministerpräsident Bernhard Vogel war er im Rang eines Staatssekretärs von 1976 bis 1981 Chef der Staatskanzlei des Landes Rheinland-Pfalz. Am 12. Juni 1981 wurde er im Zuge einer Umbildung des zweiten Kabinetts Vogel zum Minister ernannt und übernahm die Leitung des Ministeriums der Justiz. Nach der Wahl Helmut Kohls zum Bundeskanzler wechselte er am 4. Oktober 1982 als Beamteter Staatssekretär ins Bundeskanzleramt und schied tags darauf als Minister aus der rheinland-pfälzischen Landesregierung aus.
Vom 4. Oktober 1982 bis zum 15. November 1984 war Schreckenberger Chef des Bundeskanzleramtes und zugleich in Personalunion Beauftragter für die Nachrichtendienste des Bundes. Als Kanzleramtschef galt er als „überfordert“ und „wegen Mißmanagements gescheitert“. Nach zwei Jahren wurde er durch Wolfgang Schäuble ersetzt. Die Funktion als Geheimdienstkoordinator hatte er noch bis zu seinem Ausscheiden aus dem Bundeskanzleramt am 30. April 1989 inne. Franz Walter führte Schreckenbergers Schwierigkeiten unter anderem darauf zurück, dass ihm „die personellen Netzwerke, die ein Kanzleramtschef braucht“, insbesondere „Kontakte zur CDU-Bundeszentrale“, fehlten und er „mehr Wissenschaftler als Politiker“ war, der eine „Abneigung gegen den Parteienbetrieb“ hatte.
Mit Kohl, der ihn auch öffentlich „Schrecki“ nannte, verband ihn eine langjährige, bereits zu Schulzeiten geschlossene Freundschaft.
Als Staatssekretär im Bundeskanzleramt war Schreckenberger am 14. Juni 1985 deutscher Unterzeichner des Schengener Abkommens.